# Tolbatchik
Le Tolbatchik, en russe : Толбачик, appelé aussi Tolbatchinskaïa Sopka (en allemand : Tolbatschinskaja Ssopka), Tolouatch ou encore en anglais : Tuluach, est un volcan de Russie situé dans la péninsule du Kamtchatka.

## Géographie

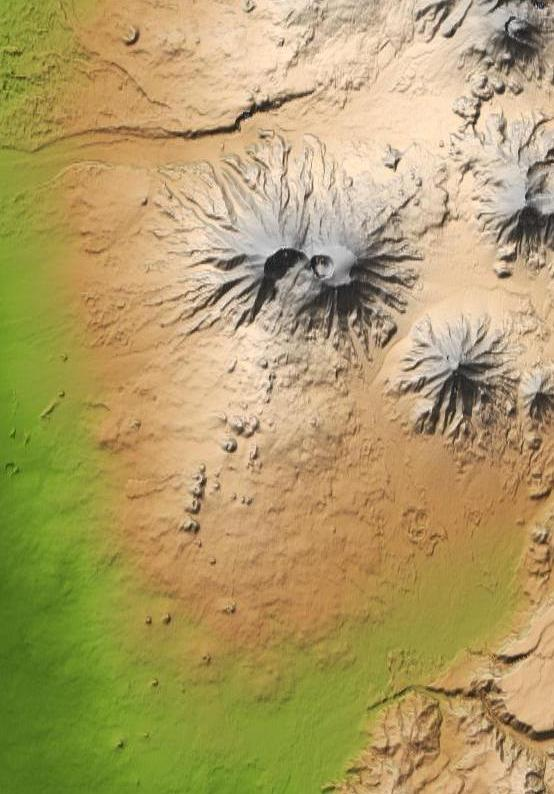
Carte topographique du Tolbatchik avec les deux sommets principaux et les cônes et fissures volcaniques au nord-est et au sud-sud-ouest.

Il se trouve dans le sud du groupe volcanique du Klioutchevskoï. Il est constitué de deux sommets : à l'ouest, l'Ostry Tolbatchik au sommet proéminent, point culminant de la montagne avec 3 672 mètres d'altitude, et à l'est le Plosky Tolbatchik au sommet plat présentant une caldeira avec 3 085 mètres d'altitude.

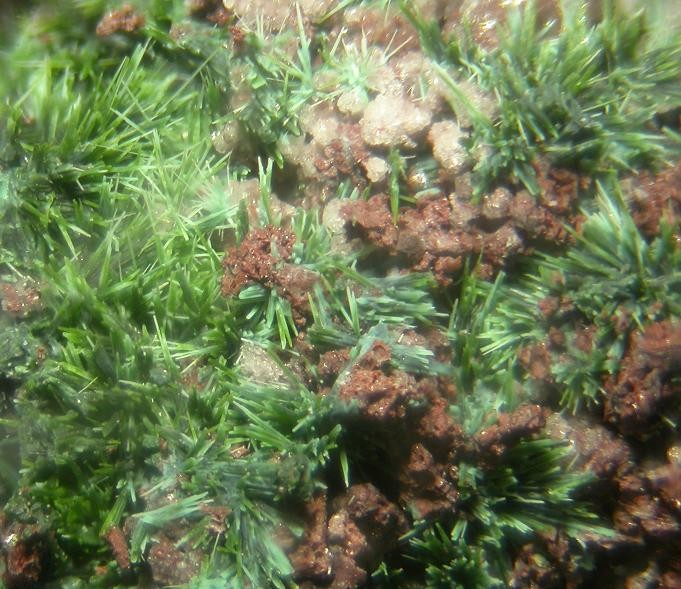
Échantillon de piypite provenant du Tolbatchik.

## Histoire
Ce volcan basaltique a acquis sa morphologie actuelle il y a environ 6 500 ans lors d'une éruption qui a affecté les deux sommets. Le flanc méridional de l'Ostry Tolbatchik s'est effondré en même temps que la caldeira du Plosky Tolbatchik se formait au cours d'une éruption hawaïenne ayant émis de grandes quantités de lave. Les éruptions surviennent aussi aux pieds du volcan, le long de fissures qui s'ouvrent au nord-est et au sud-sud-ouest et qui donnent naissance à des coulées de lave,.
Avant l'arrivée des Européens dans la région au XVIIIe siècle, au moins vingt-six éruptions se sont produites sur le volcan. Depuis, trente-et-une autres sont survenues. L'une des plus importantes s'est déroulée du 28 juin 1975 au 10 décembre 1976. Elle est la plus grande éruption basaltique des temps historiques dans le Kamtchatka avec un volume de 1,2 km3 de lave et 980 × 106 m3 de téphras et un indice d'explosivité volcanique d'au moins 4. Des fissures se sont ouvertes à 18 et 28 kilomètres au sud du sommet et donné naissance à des coulées de lave accompagnées d'explosions.
Le 27 novembre 2012, dans le secteur de l'éruption de 1975-1976, deux nouvelles fissures s'ouvrent après un important épisode sismique. Des coulées de lave très fluides parcourant jusqu'à vingt kilomètres s'en échappent tandis que des panaches volcaniques s'élèvent du lieu de l'éruption, entraînant des pluies de cendres jusqu'à plusieurs dizaines de kilomètres de distance,. Les coulées de lave détruisent deux camps scientifiques situés à dix kilomètres de distance des fissures.

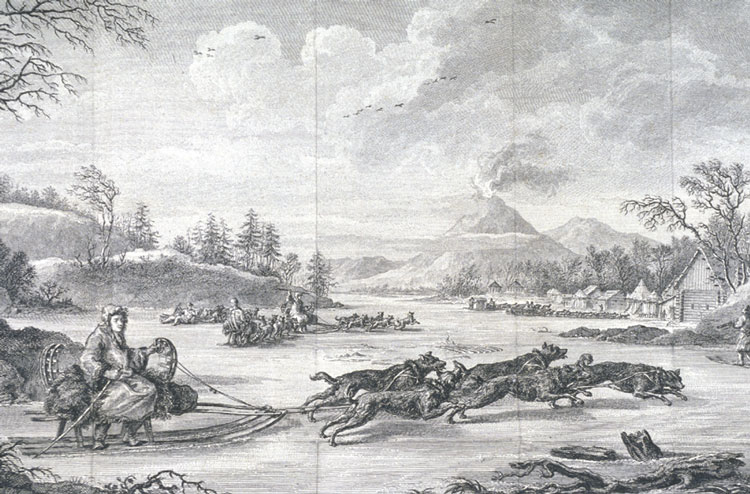
Dessin représentant Barthélemy de Lesseps en expédition dans le Kamtchatka en 1788 avec très certainement le Tolbatchik en éruption au dernier plan.

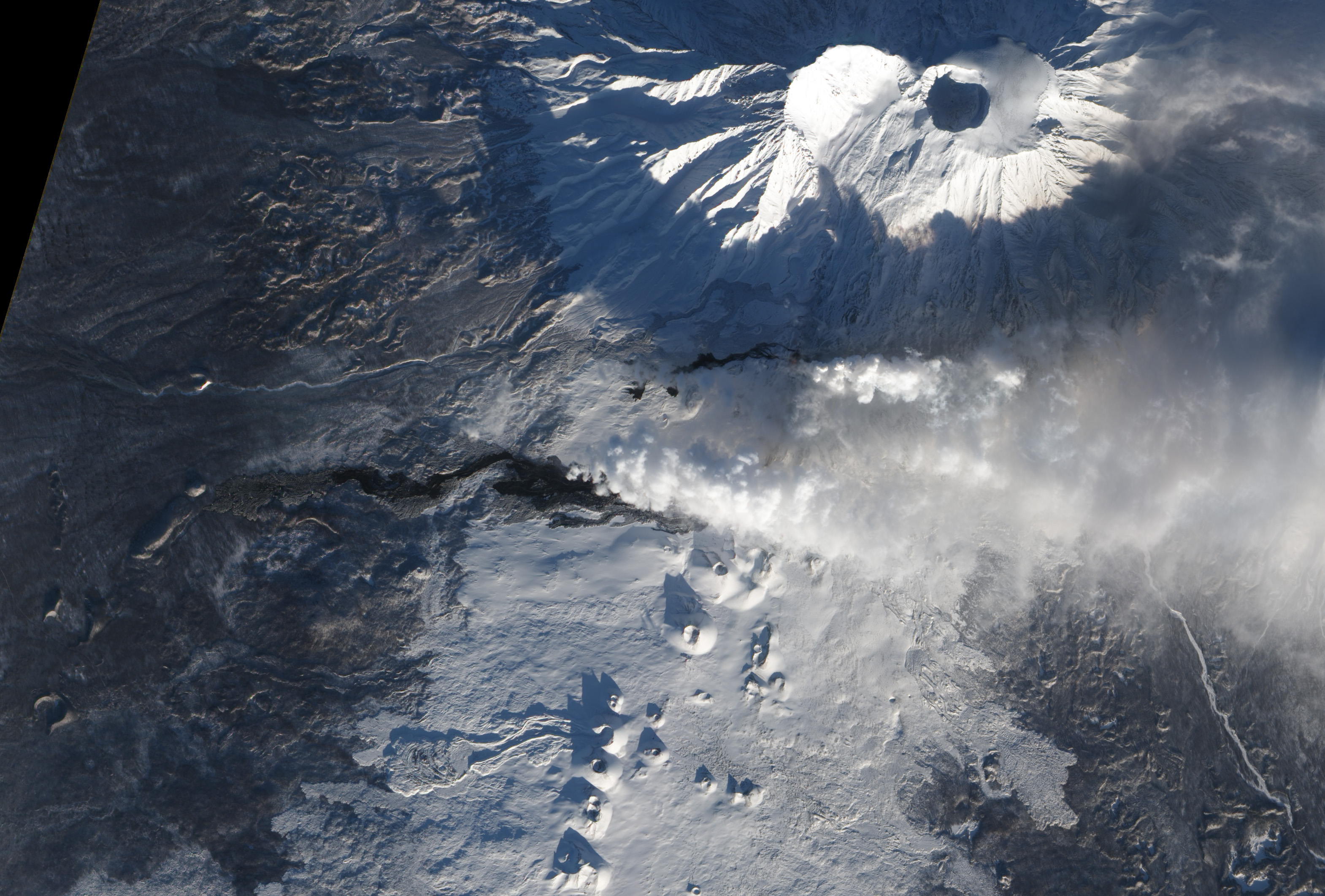
Image satellite de l'éruption de 2012-2013 prise le 22 décembre 2012 : deux coulées de lave s'échappent de fissures volcaniques qui rejettent des panaches volcaniques dans un paysage enneigé.

## Postérité
L'astéroïde (212998) Tolbatchik dans la ceinture principale porte son nom.